# جيرو بايسنز
جيرو بايسنز (وُلد في 13 تشرين الثاني 1935، وتوفي في 17 تشرين الأول في 2014) هو مدرب ولاعب كرة قدم ألماني

## مسيرته الكروية
لَعَبَ جيرو في نادي نادي فيكتوريا كولن.

## التدريب
كان جيرو مدرباً لمنتخب ألمانيا للسيدات (من 1982 إلى عام 1996)، وفَاَزَ المنتخبُ في ذلك الوقت ببطولة أمم أوروبا للسيدات ثلاث مرات، مرة في عام 1989، و1991، و1995.
تولى أيضاً إدارة مرافق تدريب المدربين (من 1971 إلى عام 2000)، بعدها تبعه إيرتش روتيمولر.
دَرَبَ أيضاً نادي كولن (الهواة)، وبايرن ليفيركوزن تي يو سي ليندار، والمنتخب الألماني الأحتياطي.